# Jakob Schell pl. Schellenburg
Jakob Schell pl. Schellenburg (nemško Jakob Schell von Schellenburg), trgovec, finančnik in mecen, * 24. julija 1652 v Štercingu (nem. Sterzing, it. Vipiteno) v Wipptalu na južnem Tirolskem (danes Italija), † 1./2. februarja 1715 v Ljubljani.

## Življenje
Jakob Schell se je rodil na južnem Tirolskem (danes Italija) v mestu Štercing (nem. Sterzing, it. Vipiteno) kot sin sedlarja Jakoba Schella in Justine Atzwanger. V Ljubljano se je preselil kot mladenič in leta 1685 poročil z Ano Katarino von Hofstätter, hčerko ljubljanskega trgovca. Zakonca nista imela otrok.

## Kariera
Schell je postal eden najbogatejših prebivalcev Ljubljane kot trgovec z železom, soljo, tekstilom in vinom. Mrežo trgovanja je razširil po Habsburškem cesarstvu, posebej prek Trsta in Benetk.
Leta 1696 ga je cesar Leopold I. povzdignil v plemiča z nazivom von und zu Schellenburg kot zahvalo za finančno podporo Habsburški monarhiji.

## Mecenstvo
Schell je najbolj znan po ustanovitvi uršulinskega samostana in prve dekliške šole v Ljubljani leta 1702. Kompleks, ki vključuje Uršulinsko cerkev Svete Trojice, je pomemben primer baročne arhitekture v Ljubljani. Glavna stavbna dela - samostan (od 1713) in cerkev (1718-1726) - je zasnoval arhitekt Carlo Martinuzzi.
Poleg tega je:
- financiral obnovo avguštinskega samostana v Ljubljani[1]
- podaril zvon za frančiškansko cerkev v Kamniku[4]
- štipendiral dvanajst študentov na jezuitskem kolegiju (1713)[4]

## Smrt in zapuščina
Schell je umrl februarja 1715 in bil pokopan v kripti Uršulinske cerkve. Njegova zapuščina še danes živi prek:
- Kulturnega društva Schellenburg in Deškega zbora Schellenburg (ustanovljen 1997)[5]
- Modernih stanovanjskih kompleksov Palais Schellenburg in Vila Schellenburg v Ljubljani, poimenovanih v njegovo čast[6]